# Olympische Sommerspiele 1972/Teilnehmer (Ungarn)
| Gelbes Symbol für Goldmedaillen mit stilisierten Olympischen Ringen | Graues Symbol für Silbermedaillen mit stilisierten Olympischen Ringen | Braundes Symbol für Bronzemedaillen mit stilisierten Olympischen Ringen |
| ------------------------------------------------------------------- | --------------------------------------------------------------------- | ----------------------------------------------------------------------- |
| 6                                                                   | 13                                                                    | 16                                                                      |

Ungarn nahm an den Olympischen Sommerspielen 1972 in München mit einer Delegation von 232 Athleten (187 Männer und 45 Frauen) an 134 Wettkämpfen in 20 Sportarten teil. Fahnenträger bei der Eröffnungsfeier war der Speerwerfer Gergely Kulcsár.

## Teilnehmer nach Sportarten

### Bogenschießen
| Männer - Béla Nagy Einzel: 34. Platz | Frauen - Ágnes Hamvas Einzel: 22. Platz |

### Boxen
Männer
- András Botos
Federgewicht: Bronze

- György Gedó
Halbfliegengewicht: Gold

- János Kajdi
Weltergewicht: Silber

- László Orbán
Leichtgewicht: Silber

- József Réder
Schwergewicht: 1. Runde

- Imre Tóth
Halbschwergewicht: 2. Runde

### Fechten
| Männer - Péter Bakonyi Säbel, Mannschaft: Bronze - Sándor Erdős Degen, Mannschaft: Gold - Csaba Fenyvesi Florett, Mannschaft: 4. Platz Degen, Einzel: Gold Degen, Mannschaft: Gold - Pál Gerevich Säbel, Mannschaft: Bronze - Jenő Kamuti Florett, Einzel: Silber Florett, Mannschaft: 4. Platz - László Kamuti Florett, Einzel: Achtelfinale Florett, Mannschaft: 4. Platz - Tamás Kovács Säbel, Einzel: 6. Platz Säbel, Mannschaft: Bronze - Győző Kulcsár Degen, Einzel: Bronze Degen, Mannschaft: Gold - Péter Marót Säbel, Einzel: Silber Säbel, Mannschaft: Bronze - István Marton Florett, Mannschaft: 4. Platz - István Osztrics Degen, Mannschaft: Gold - Tibor Pézsa Säbel, Einzel: Viertelfinale Säbel, Mannschaft: Bronze - Pál Schmitt Degen, Einzel: Viertelfinale Degen, Mannschaft: Gold - Sándor Szabó Florett, Einzel: Halbfinale Florett, Mannschaft: 4. Platz | Frauen - Ildikó Farkasinszky-Bóbis Florett, Einzel: Silber Florett, Mannschaft: Silber - Ildikó Rejtő-Ujlaky-Sági Florett, Einzel: Viertelfinale Florett, Mannschaft: Silber - Ildikó Rónay-Matuscsák Florett, Mannschaft: Silber - Ildikó Schwarczenberger-Tordasi Florett, Mannschaft: Silber - Mária Szolnoki Florett, Einzel: Viertelfinale Florett, Mannschaft: Silber |

### Fußball
Männer
- Silber

- Kader
  - Tor

1 István Géczi
13 Imre Rapp
19 Ádám Rothermel
  - Abwehr

2 Péter Vépi
3 Miklós Páncsics
4 Péter Juhász
14 Ede Dunai
16 László Bálint
  - Mittelfeld

6 Csaba Vidáts
7 Mihály Kozma
10 Lajos Kű
12 József Kovács
15 László Branikovits
17 Lajos Kocsis
  - Sturm

5 Lajos Szűcs
8 Kálmán Tóth
9 Antal Dunai
11 Béla Várady
18 István Básti

### Gewichtheben
Männer
- Jenő Ambrózi
Leichtgewicht:

- János Benedek
Federgewicht: Bronze

- Imre Földi
Bantamgewicht: Gold

- János Hanzlik
Schwergewicht: 6. Platz

- Sándor Holczreiter
Fliegengewicht: Bronze

- György Horváth
Halbschwergewicht: Bronze

- András Stark
Mittelgewicht: 7. Platz

- Gábor Szarvas
Mittelgewicht: 6. Platz

- Lajos Szűcs
Fliegengewicht: Silber

### Handball
Männer
- 8. Platz

- Kader
János Adorján
Béla Bartalos
János Csík
László Harka
József Horváth
Gyula Huth
Sándor Kaló
István Marosi
Lajos Simó
János Stiller
István Szabó
László Szabó
Sándor Takács
István Varga
Károly Vass
Sándor Vass

### Judo
Männer
- Antal Hetényi
Halbmittelgewicht: 5. Platz

- László Ipacs
Mittelgewicht: 13. Platz

- Mihály Petrovszky
Schwergewicht: 16. Platz
Offene Klasse: 11. Platz

- Ferenc Szabó
Leichtgewicht: 7. Platz

- Imre Varga
Halbschwergewicht: 19. Platz

### Kanu
| Männer - Géza Csapó Kajak-Einer, 1000 Meter: Bronze - József Deme & János Rátkai Kajak-Zweier, 1000 Meter: Silber - Zoltán Bakó, István Szabó, Csongor Vargha & Péter Várhelyi Kajak-Vierer, 1000 Meter: 6. Platz - Tamás Wichmann Canadier-Einer, 1000 Meter: Silber - Miklós Darvas & Péter Povázsay Canadier-Zweier, 1000 Meter: 5. Platz | Frauen - Katalin Hollósy Kajak-Zweier, 500 Meter: 4. Platz - Anna Pfeffer Kajak-Einer, 500 Meter: Bronze Kajak-Zweier, 500 Meter: 4. Platz |

### Leichtathletik
| Männer - József Bakai Zehnkampf: 20. Platz - József Csík Speerwurf: 12. Platz - János Dalmati 50 Kilometer Gehen: 22. Platz - Sándor Eckschmiedt Hammerwurf: 6. Platz - István Encsi Hammerwurf: 11. Platz - Géza Fejér Diskuswurf: 5. Platz - Gábor Katona Weitsprung: 17. Platz in der Qualifikation Dreisprung: 13. Platz in der Qualifikation - Antal Kiss 50 Kilometer Gehen: 26. Platz - Gergely Kulcsár Speerwurf: 14. Platz in der Qualifikation - István Major Hochsprung: 6. Platz - Loránd Milassin 110 Meter Hürden: Vorläufe - János Murányi Diskuswurf: 12. Platz - Miklós Németh Speerwurf: 7. Platz - Ferenc Szekeres Marathon: 33. Platz - Ádám Szepesi Hochsprung: 5. Platz - Ferenc Tégla Diskuswurf: 7. Platz - József Tihanyi Hochsprung: 27. Platz in der Qualifikation - Gyula Tóth Marathon: 27. Platz - Vilmos Varjú Kugelstoßen: 8. Platz - András Zsinka 800 Meter: Vorläufe - Gyula Zsivótzky Hammerwurf: 5. Platz | Frauen - Györgyi Balogh 400 Meter: 8. Platz - Judit Bognár Kugelstoßen: 11. Platz - Ilona Bruzsenyák Weitsprung: 10. Platz Fünfkampf: 8. Platz - Magdolna Komka Hochsprung: 23. Platz - Mária Kucserka Speerwurf: 10. Platz - Magdolna Kulcsár 800 Meter: Vorläufe 1500 Meter: Vorläufe/DNF - Angéla Németh Speerwurf: 13. Platz in der Qualifikation - Irén Orosz-Árva 400 Meter: Vorläufe - Margit Papp Fünfkampf: 23. Platz - Magda Paulányi Speerwurf: 11. Platz - Erika Rudolf Hochsprung: 16. Platz - Sára Ligetkutiné 1500 Meter: Vorläufe |

### Moderner Fünfkampf
Männer
- Pál Bakó
Einzel: 15. Platz
Mannschaft: Silber

- András Balczó
Einzel: Gold 
Mannschaft: Silber

- Zsigmond Villányi
Einzel: 12. Platz
Mannschaft: Silber

### Radsport
Männer
- Tibor Debreceni
Straßenrennen: 64. Platz
100 Kilometer Mannschaftszeitfahren: 7. Platz

- Imre Géra
Straßenrennen: 67. Platz
100 Kilometer Mannschaftszeitfahren: 7. Platz

- József Peterman
Straßenrennen: DNF
100 Kilometer Mannschaftszeitfahren: 7. Platz

- András Takács
Straßenrennen: 23. Platz
100 Kilometer Mannschaftszeitfahren: 7. Platz

### Reiten
- Ajtony Ákos
Springen, Einzel: 49. Platz
Springen, Mannschaft: 17. Platz

- Sándor Bognár
Springen, Mannschaft: 17. Platz

- József Horváth
Vielseitigkeitsreiten, Einzel: DNF
Vielseitigkeitsreiten, Mannschaft: DNF

- János Krizsán
Vielseitigkeitsreiten, Einzel: DNF
Vielseitigkeitsreiten, Mannschaft: DNF

- László Móra
Springen, Einzel: DNF
Springen, Mannschaft: 17. Platz

- István Szabácsy
Vielseitigkeitsreiten, Einzel: 38. Platz
Vielseitigkeitsreiten, Mannschaft: DNF

- Pál Széplaki
Springen, Einzel: 47. Platz

- József Varró
Vielseitigkeitsreiten, Einzel: DNF
Vielseitigkeitsreiten, Mannschaft: DNF

### Ringen
Männer
- Károly Bajkó
Halbschwergewicht, Freistil: Bronze

- József Csatári
Superschwergewicht, griechisch-römisch: 4. Platz
Schwergewicht, Freistil: Bronze

- József Doncsecz
Fliegengewicht, griechisch-römisch: 4. Platz

- Henrik Gál
Fliegengewicht, Freistil: 4. Runde

- Csaba Hegedűs
Mittelgewicht, griechisch-römisch: Gold

- Miklós Hegedűs
Weltergewicht, griechisch-römisch: 2. Runde

- Ferenc Kiss
Schwergewicht, griechisch-römisch: Bronze

- László Klinga
Bantamgewicht, Freistil: Bronze

- István Kovács
Mittelgewicht, Freistil: 3. Runde

- Attila Laták
Halbfliegengewicht, Freistil: 3. Runde

- István Maróthy
Superschwergewicht, Freistil: 2. Runde

- József Pércsi
Halbschwergewicht, griechisch-römisch: 4. Platz

- László Réczi
Federgewicht, griechisch-römisch: 3. Runde

- József Rusznyák
Leichtgewicht, Freistil: 4. Runde

- Ferenc Seres
Halbfliegengewicht, griechisch-römisch: 3. Runde

- Antal Steer
Leichtgewicht, griechisch-römisch: 6. Platz

- László Szabó
Federgewicht, Freistil: 3. Runde

- Miklós Urbanovics
Weltergewicht, Freistil: 4. Runde

- János Varga
Bantamgewicht, griechisch-römisch: 4. Platz

### Rudern
Männer
- László Balogh & György Sarlós
Zweier ohne Steuermann: Hoffnungslauf

- József Csermely, Csaba Czakó, András Kormos & Antal Melis
Vierer ohne Steuermann: Hoffnungslauf

- Ágoston Bányai, Imre Dávid, Antal Gelley, Péter Kokas, Zoltán Melis, Róbert Örlschléger, András Pályi, László Romvári & Béla Zsitnik
Achter: 7. Platz

### Schießen
- László Hammerl
Kleinkaliber, Dreistellungskampf: 17. Platz
Kleinkaliber, liegend: 8. Platz

- István Jenei
Laufende Scheibe: 22. Platz

- Pál Katkó
Freie Pistole: 20. Platz

- Szilárd Kun
Schnellfeuerpistole: 23. Platz

- Kornél Marosvári
Freie Pistole: 7. Platz

- Béla Nagy
Freies Gewehr, Dreistellungskampf: 11. Platz

- Sándor Nagy
Kleinkaliber, Dreistellungskampf: 23. Platz
Kleinkaliber, liegend: 48. Platz

- Lajos Papp
Freies Gewehr, Dreistellungskampf: Bronze

- Gyula Szabó
Laufende Scheibe: 13. Platz

### Schwimmen
| Männer - Attila Császári 100 Meter Freistil: Vorläufe 4 × 100 Meter Lagen: 8. Platz - László Cseh 100 Meter Rücken: Vorläufe 4 × 100 Meter Lagen: 8. Platz - András Hargitay 200 Meter Schmetterling: 6. Platz 200 Meter Lagen: 5. Platz 400 Meter Lagen: Bronze 4 × 100 Meter Lagen: 8. Platz (nur Vorlauf) - Róbert Rudolf 100 Meter Rücken: Vorläufe 200 Meter Rücken: Vorläufe - Csaba Sós 1500 Meter Freistil: Vorläufe 400 Meter Lagen: Vorläufe - Sándor Szabó 100 Meter Brust: Vorläufe 4 × 100 Meter Lagen: 8. Platz - István Szentirmay 100 Meter Freistil: Vorläufe 100 Meter Schmetterling: Halbfinale 4 × 100 Meter Lagen: 8. Platz - János Tóth 100 Meter Brust: Vorläufe 200 Meter Brust: Vorläufe - Zoltán Verrasztó 1500 Meter Freistil: Vorläufe 100 Meter Rücken: Vorläufe 200 Meter Rücken: 7. Platz | Frauen - Andrea Gyarmati 4 × 100 Meter Freistil: 4. Platz 100 Meter Rücken: Silber 200 Meter Rücken: Vorläufe 100 Meter Schmetterling: Bronze - Ágnes Kaczander-Kiss 100 Meter Brust: 4. Platz 200 Meter Brust: 6. Platz 200 Meter Lagen: Vorläufe 4 × 100 Meter Lagen: Vorläufe - Éva Kiss 100 Meter Brust: Halbfinale 200 Meter Brust: 8. Platz 200 Meter Lagen: Vorläufe - Edit Kovács 100 Meter Freistil: Vorläufe 4 × 100 Meter Freistil: 4. Platz - Magdolna Patóh 100 Meter Freistil: 7. Platz 4 × 100 Meter Freistil: 4. Platz 4 × 100 Meter Lagen: Vorläufe - Ildikó Szekeres 100 Meter Rücken: Vorläufe 4 × 100 Meter Lagen: Vorläufe - Judit Turóczy 100 Meter Freistil: Vorläufe 4 × 100 Meter Freistil: 4. Platz 100 Meter Schmetterling: Vorläufe 200 Meter Lagen: Vorläufe 4 × 100 Meter Lagen: Vorläufe |

### Segeln
- György Fináczy
Finn-Dinghy: 8. Platz

- András Gosztonyi & György Holovits
Star: 8. Platz

- Szabolcs Izsák & Benedek Litkey
Flying Dutchman: 16. Platz

### Turnen
| Männer - István Bérczi Einzelmehrkampf: 64. Platz in der Qualifikation Mannschaftsmehrkampf: 8. Platz Boden: 67. Platz in der Qualifikation Pferd: 52. Platz in der Qualifikation Barren: 56. Platz in der Qualifikation Reck: 84. Platz in der Qualifikation Ringe: 77. Platz in der Qualifikation Seitpferd: 45. Platz in der Qualifikation - Béla Herczeg Einzelmehrkampf: 57. Platz in der Qualifikation Mannschaftsmehrkampf: 8. Platz Boden: 78. Platz in der Qualifikation Pferd: 71. Platz in der Qualifikation Barren: 32. Platz in der Qualifikation Reck: 67. Platz in der Qualifikation Ringe: 92. Platz in der Qualifikation Seitpferd: 29. Platz in der Qualifikation - István Kiss Einzelmehrkampf: 46. Platz in der Qualifikation Mannschaftsmehrkampf: 8. Platz Boden: 74. Platz in der Qualifikation Pferd: 54. Platz in der Qualifikation Barren: 47. Platz in der Qualifikation Reck: 56. Platz in der Qualifikation Ringe: 40. Platz in der Qualifikation Seitpferd: 45. Platz in der Qualifikation - Antal Kisteleki Einzelmehrkampf: 62. Platz in der Qualifikation Mannschaftsmehrkampf: 8. Platz Boden: 80. Platz in der Qualifikation Pferd: 47. Platz in der Qualifikation Barren: 68. Platz in der Qualifikation Reck: 72. Platz in der Qualifikation Ringe: 42. Platz in der Qualifikation Seitpferd: 64. Platz in der Qualifikation - Zoltán Magyar Einzelmehrkampf: 29. Platz Mannschaftsmehrkampf: 8. Platz Boden: 33. Platz in der Qualifikation Pferd: 12. Platz in der Qualifikation Barren: 52. Platz in der Qualifikation Reck: 35. Platz in der Qualifikation Ringe: 47. Platz in der Qualifikation Seitpferd: 24. Platz in der Qualifikation - Imre Molnár Einzelmehrkampf: 19. Platz Mannschaftsmehrkampf: 8. Platz Boden: 25. Platz in der Qualifikation Pferd: 11. Platz in der Qualifikation Barren: 24. Platz in der Qualifikation Reck: 32. Platz in der Qualifikation Ringe: 29. Platz in der Qualifikation Seitpferd: 8. Platz in der Qualifikation | Frauen - Ilona Békési Einzelmehrkampf: 9. Platz Mannschaftsmehrkampf: Bronze Boden: 13. Platz in der Qualifikation Pferd: 19. Platz in der Qualifikation Stufenbarren: 5. Platz Schwebebalken: 10. Platz in der Qualifikation - Mónika Császár Einzelmehrkampf: 14. Platz Mannschaftsmehrkampf: Bronze Boden: 19. Platz in der Qualifikation Pferd: 16. Platz in der Qualifikation Stufenbarren: 31. Platz in der Qualifikation Schwebebalken: 4. Platz - Márta Kelemen Einzelmehrkampf: 34. Platz Mannschaftsmehrkampf: Bronze Boden: 53. Platz in der Qualifikation Pferd: 22. Platz in der Qualifikation Stufenbarren: 9. Platz in der Qualifikation Schwebebalken: 16. Platz in der Qualifikation - Anikó Kéry Einzelmehrkampf: 17. Platz Mannschaftsmehrkampf: Bronze Boden: 13. Platz in der Qualifikation Pferd: 15. Platz in der Qualifikation Stufenbarren: 13. Platz in der Qualifikation Schwebebalken: 27. Platz in der Qualifikation - Krisztina Medveczky Einzelmehrkampf: 13. Platz Mannschaftsmehrkampf: Bronze Boden: 25. Platz in der Qualifikation Pferd: 35. Platz in der Qualifikation Stufenbarren: 10. Platz in der Qualifikation Schwebebalken: 9. Platz in der Qualifikation - Zsuzsa Nagy Einzelmehrkampf: 41. Platz in der Qualifikation Mannschaftsmehrkampf: Bronze Boden: 62. Platz in der Qualifikation Pferd: 37. Platz in der Qualifikation Stufenbarren: 39. Platz in der Qualifikation Schwebebalken: 34. Platz in der Qualifikation |

### Volleyball
Frauen
- 5. Platz

- Kader
Lucia Bánhegyi-Radó
Zsuzsa Bokros-Török
Katalin Eichler-Schadek
Emőke Énekes-Szegedi
Judit Fekete
Mária Gál
Judit Kiss-Gerhardt
Ilona Makláry-Buzek
Judit Schlégl-Blaumann
Éva Sebők-Szalay
Emerencia Siry-Király
Ágnes Torma

### Wasserball
Männer
- Silber

- Kader
András Bodnár
Tibor Cservenyák
Tamás Faragó
István Görgényi
Zoltán Kásás
Ferenc Konrád
István Magas
Endre Molnár
Dénes Pócsik
László Sárosi
István Szívós